# Eupteryx
Eupteryx är ett släkte av insekter som beskrevs av Curtis 1833. Eupteryx ingår i familjen dvärgstritar.

## Bildgalleri

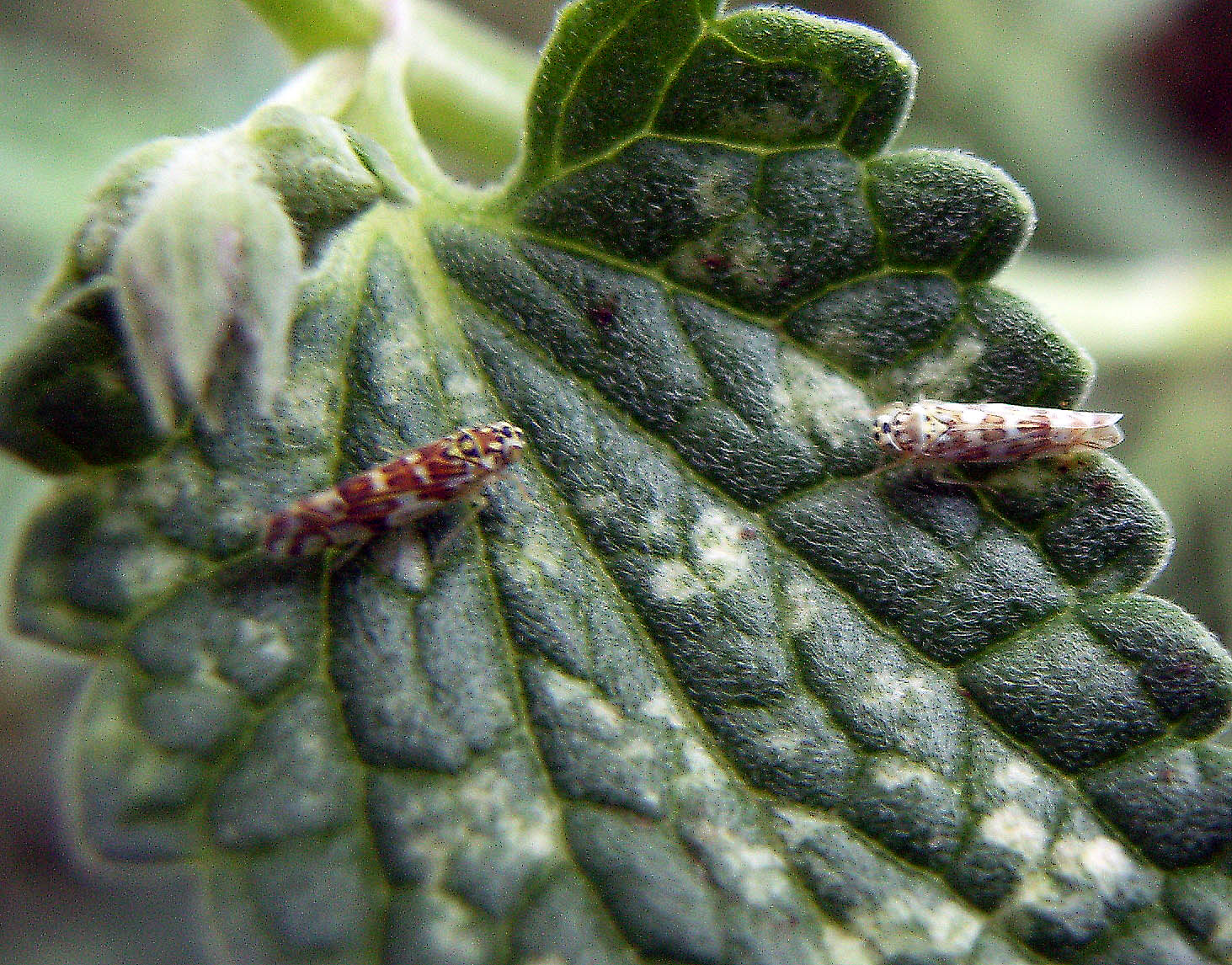
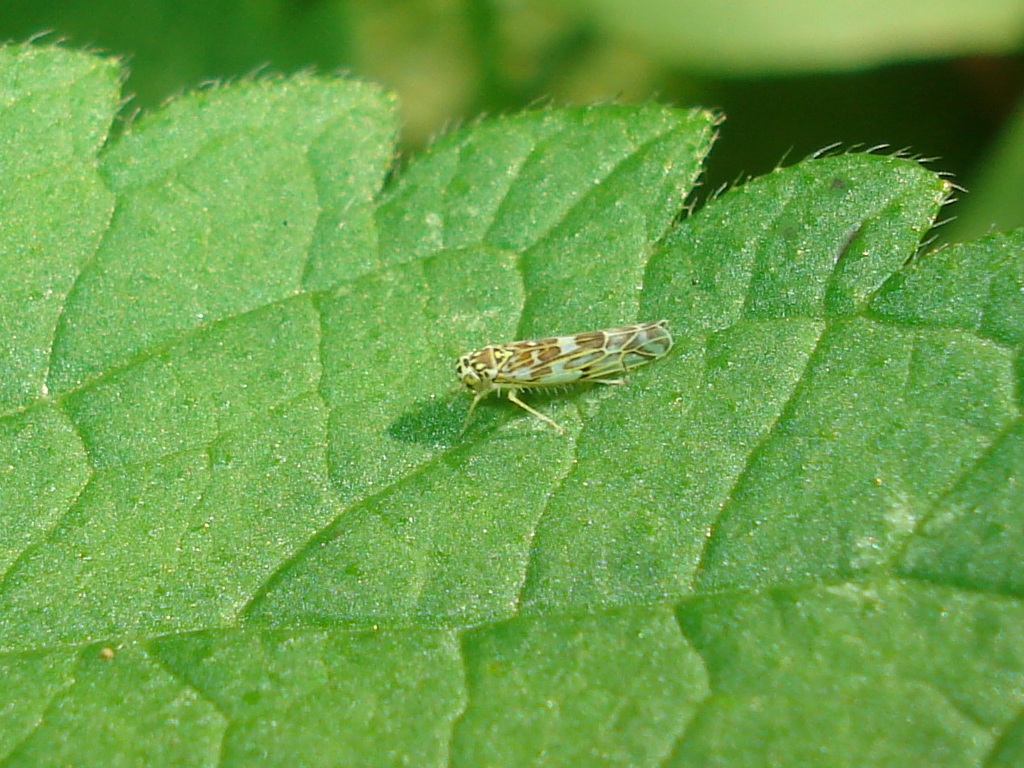
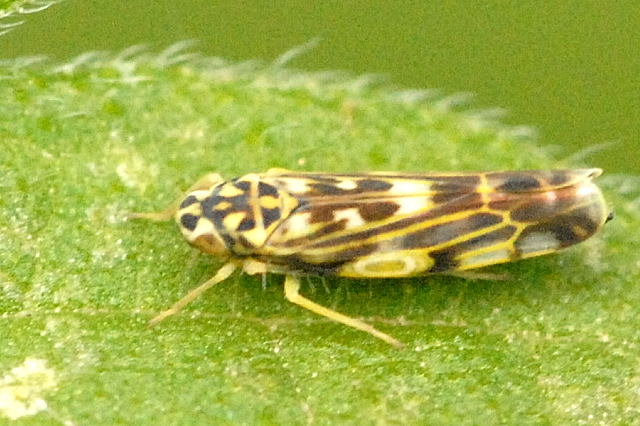
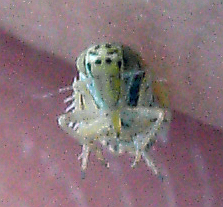
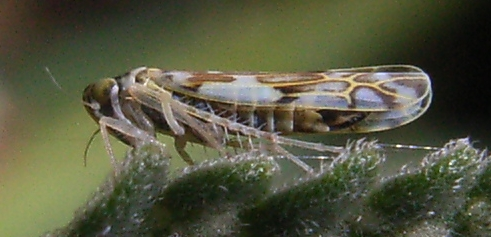
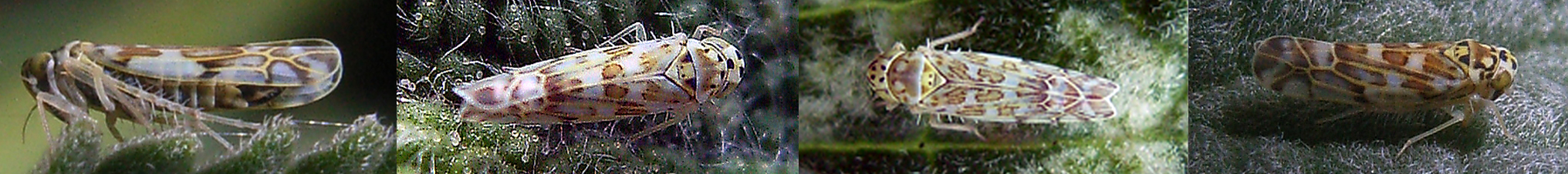

## Dottertaxa tillEupteryx, i alfabetisk ordning[1][2]
- Eupteryx abzaga
- Eupteryx adornata
- Eupteryx adspersa
- Eupteryx agatkae
- Eupteryx ahmedi
- Eupteryx albonigra
- Eupteryx alticola
- Eupteryx andalusiaca
- Eupteryx arta
- Eupteryx artemisiae
- Eupteryx assectator
- Eupteryx atropunctata
- Eupteryx aurata
- Eupteryx australis
- Eupteryx austriaca
- Eupteryx azorica
- Eupteryx bharatiae
- Eupteryx brachycephala
- Eupteryx calcarata
- Eupteryx capreola
- Eupteryx castelvecchica
- Eupteryx certa
- Eupteryx clavalis
- Eupteryx collina
- Eupteryx confusa
- Eupteryx contaminata
- Eupteryx corsica
- Eupteryx cristagalli
- Eupteryx curtisii
- Eupteryx cyclops
- Eupteryx cypria
- Eupteryx decemnotata
- Eupteryx demessa
- Eupteryx dworakowskae
- Eupteryx egregia
- Eupteryx ethiopica
- Eupteryx fahringeri
- Eupteryx falculata
- Eupteryx fastuosa
- Eupteryx filicum
- Eupteryx flavoguttata
- Eupteryx flavoscuta
- Eupteryx florida
- Eupteryx formaster
- Eupteryx furcata
- Eupteryx gafsica
- Eupteryx genestieri
- Eupteryx gilvus
- Eupteryx gravesteini
- Eupteryx gyaurdagica
- Eupteryx hela
- Eupteryx heydenii
- Eupteryx immaculatifrons
- Eupteryx insulana
- Eupteryx iranica
- Eupteryx irminae
- Eupteryx janeki
- Eupteryx kaghanensis
- Eupteryx kama
- Eupteryx kufensis
- Eupteryx lelievrei
- Eupteryx lombardi
- Eupteryx longicephala
- Eupteryx maigudoi
- Eupteryx maruta
- Eupteryx melanocephala
- Eupteryx melichari
- Eupteryx melissae
- Eupteryx minuscula
- Eupteryx miranda
- Eupteryx mroczkowskii
- Eupteryx multifaciata
- Eupteryx nemoricola
- Eupteryx nigra
- Eupteryx notata
- Eupteryx occidentalis
- Eupteryx octonotata
- Eupteryx omani
- Eupteryx orientalis
- Eupteryx origani
- Eupteryx parasensis
- Eupteryx pavlovskii
- Eupteryx pentavittatus
- Eupteryx praestabilis
- Eupteryx punctoatrata
- Eupteryx raczka
- Eupteryx ratara
- Eupteryx ribauti
- Eupteryx rostrata
- Eupteryx rotumba
- Eupteryx schuleri
- Eupteryx seiugata
- Eupteryx semipunctata
- Eupteryx signatipennis
- Eupteryx sikkimensis
- Eupteryx simplex
- Eupteryx stachydearum
- Eupteryx stachydis
- Eupteryx stacla
- Eupteryx taborskyi
- Eupteryx talassica
- Eupteryx tamindanica
- Eupteryx tarama
- Eupteryx tenella
- Eupteryx thoulessi
- Eupteryx tuberculata
- Eupteryx turomba
- Eupteryx undomarginata
- Eupteryx urticae
- Eupteryx vanduzei
- Eupteryx vera
- Eupteryx vicaria
- Eupteryx vittata
- Eupteryx zelleri
- Eupteryx zova
- Eupteryx zyluki